# 铁道技术研究所
铁道技术研究所（日语：鉄道技術研究所，てつどうぎじゅつけんきゅうじょ）是曾经存在于日本國有鐵道（国鉄）旗下的铁道技术相关的研究机构。曾进行过新幹線和磁悬浮列车等的开发。
1987年，國鐵分割民營化之际，对旧国鉄的本社技術开发部門和铁道劳动科学研究所等的業務进行整合，设立財団法人鐵道綜合技術研究所并继承技研的相关業務。